# 柔蚤科
柔蚤科（学名：Malacopsyllidae）为蚤目的一个科。

## 下级分类
本科包括以下属：
- 柔蚤属 Malacopsylla Weyenbergh, 1881
- Phthiropsylla